# Phyllachora afzeliae
Phyllachora afzeliae är en svampart som beskrevs av Syd. & P. Syd. 1913. Phyllachora afzeliae ingår i släktet Phyllachora och familjen Phyllachoraceae.   Inga underarter finns listade i Catalogue of Life.